# 布莱恩·里德利
布莱恩·基德·里德利（Brian Kidd Ridley，FRS，1931年3月2日—）是一位专门研究半导体理论的英国固体物理学家。他是埃塞克斯大学的名誉教授。

## 教育
里德利就读于杜伦大学。他于1953年获得物理学学士学位，并于1957年完成了博士研究。

## 职业生涯
里德利作为研究物理学家的职业生涯，始于雷德希尔的穆拉德研究实验室（Mullard Research Laboratories）的固体物理学部门（1956–1964）。1964年，他加入埃塞克斯大学担任物理学讲师，后来成为高级讲师（1967年）、读者（reader，1971年）和物理学教授（1984年），最后在2008年退休。他曾在康奈尔大学（1967年）和丹麦技术大学（1969年）担任过杰出客座教授，并在普林斯顿、斯坦福、隆德、圣巴巴拉、俄勒冈和埃因霍温担任过研究职务。

## 研究
里德利曾从事负阻特性（NDR）、不稳定性和半导体中的热电子传输等方面的工作。在1960年代初，他与人合作发现了作为耿氏二极管中微波产生基础的电子转移机制（里德利-沃特金斯-希尔森理论），他是第一个发现NDR的杂质阻挡机制，并证明其在锗中存在的人。他也是第一个用传播偶极子域和电流丝来描述NDR不稳定性后果的人。这些非线性实体的存在，已在多种固体中得到验证。他在声电不稳定性方面的工作，促使他发明了类似激光的超声物。他为固体中的电子跃迁理论做出了独特的贡献，特别是杂质散射和多声子过程。他以这项工作为主题，发表了专著《半导体中的量子过程》（Quantum Processes in Semiconductors），该书被广泛地用作参考书。
他写了三本流行书籍，《时间、空间与万物》（Time, Space and Things，1976年，已被翻译成多种语言）、《物理环境》（The Physical Environment，1979年）和《依靠科学》（On Science，2001年）。

## 奖项与荣誉
里德利于1994年当选为皇家学会院士。2001年，英国物理学会授予他狄拉克奖，以表彰他长达四十年“对半导体理论的影响”。

## 主要作品

### 教科书
- 布莱恩·里德利.  [纳米结构中的混合声子]. 牛津: 牛津大学出版社. 2017. ISBN 978-0-19-878836-2 （英语）.
- 布莱恩·里德利.  [半导体中的量子过程]. 牛津: 牛津大学出版社. 1999. ISBN 0-19-850579-5 （英语）.
- 布莱恩·里德利.  [半导体多层中的电子和声子]. 剑桥: 剑桥大学出版社. 1996. ISBN 978-0-511-52934-4 （英语）.

### 书籍
- 布莱恩·里德利.  [改革科学：不可思议]. 埃克塞特: Andrews UK Limited. 2016. ISBN 1-84540-194-8 （英语）.
- 布莱恩·里德利.  [依靠科学]. Thinking in Action. 泰勒-弗朗西斯. 2001. ISBN 978-1-134-53350-3 （英语）.
- 布莱恩·里德利.  [时间、空间与万物]. 剑桥: 剑桥大学出版社. 1995. ISBN 978-0-521-48486-2 （英语）.
- 布莱恩·里德利.  [物理环境]. Chicester: Ellis Horwood Halsted Press. 1979. ISBN 0-85312-142-7 （英语）.

### 研究论文
- 布莱恩·里德利.  [准二维半导体量子陷阱结构中的电子-声子相互作用]. 物理学学报：凝聚态物质 (IOP出版社). 1982, 15 (28): 5899–5917. ISSN 0022-3719. doi:10.1088/0022-3719/15/28/021 （英语）.
- 布莱恩·里德利.  [固体中的比负电阻]. 物理学会论文集（英语：Proceedings of the Physical Society） (IOP出版社). 1963, 82 (6): 954–966. ISSN 0370-1328. doi:10.1088/0370-1328/82/6/315 （英语）.
- 布莱恩·里德利; Watkins, T.B.  [半导体中负电阻效应的可能性]. 物理学会论文集 (IOP出版社). 1961, 78 (2): 293–304. ISSN 0370-1328. doi:10.1088/0370-1328/78/2/315 （英语）.